# George Francis Scott-Elliot
Pour les articles homonymes, voir George Scott (homonymie), Scott et Elliot.
George Francis Scott-Elliot (né en 1862 et mort en 1934) est un botaniste sud-africain.